# GSC5736-63
GSC5736-63 — хімічно пекулярна зоря спектрального класу ?, що має видиму зоряну величину в смузі V приблизно 10,4.

## Пекулярний хімічний вміст
Зоряна атмосфера GSC5736-63 має підвищений вміст Si.